# CEV Champions League 2008-2009 (maschile)
La CEV Indesit Champions League 2008-2009 è stata la 50ª edizione del massimo torneo pallavolistico europeo, la prima con questa denominazione, ed è organizzato dalla Confédération Européenne de Volleyball (CEV).

Il torneo ha preso il via il 4 novembre 2008 con la prima giornata della fase a gironi e si è concluso il 5 aprile 2009 con la disputa delle finali a Praga.

La vittoria finale è andata alla Trentino Volley, squadra italiana alla sua prima partecipazione nella manifestazione.

## Sistema di qualificazione
All'edizione del 2008-2009 prenderanno parte 24 squadre provenienti dalle 54 federazioni affiliate alla CEV. Per ogni federazione parteciperà un certo numero di club a seconda della Ranking List aggiornata annualmente; federazioni con un coefficiente maggiore avranno più club rispetto a quelle con un punteggio minore. Il massimo di compagini per ogni nazione è di tre, privilegio riservato per questa edizione solo all'Italia e alla Russia. Con questo metodo vengono scelte 22 formazioni, mentre le ultime 2 restanti verranno inserite tramite "wild cards" a discrezione della CEV.
Di seguito è riportato lo schema di qualificazione (su base Ranking List 2008):
- Posizione 1 ( Italia): 3 squadre
- Posizioni 2-7 ( Russia,  Grecia,  Polonia,  Spagna,  Francia,  Belgio): 2 squadre
- Posizioni 8-14 ( Germania,  Austria,  Rep. Ceca,  Paesi Bassi,  Turchia,  Slovenia,  Serbia): 1 squadra

La Russia presenta 3 formazioni anziché 2 in quanto lo Zenit Kazan è detentore del trofeo (conseguentemente è stato rimosso un posto a disposizione della Spagna). Le wild cards sono state assegnate alla Bulgaria e al Portogallo.

## Date

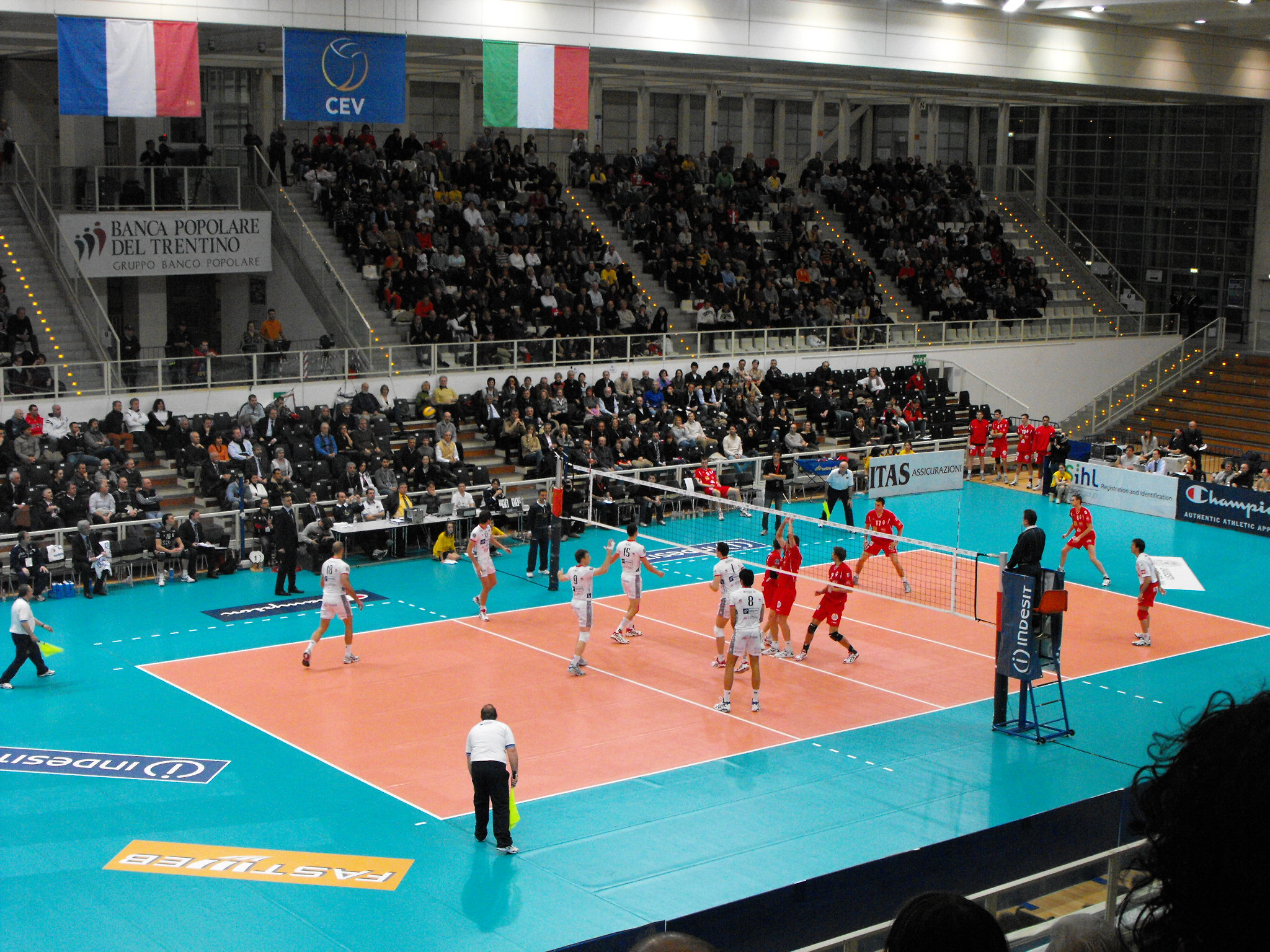
Trentino Volley-Beauvais Oise, PalaTrento, gruppo E

| 4-6 novembre 2008     | Fase a gironi, prima giornata   |
| 11-13 novembre 2008   | Fase a gironi, seconda giornata |
| 9-11 dicembre 2008    | Fase a gironi, terza giornata   |
| 16-18 dicembre 2008   | Fase a gironi, quarta giornata  |
| 13-15 gennaio 2009    | Fase a gironi, quinta giornata  |
| 21 gennaio 2009       | Fase a gironi, sesta giornata   |
| 22 gennaio 2009       | Sorteggio fase finale           |
| 10-12 febbraio 2009   | Ottavi di finale, andata        |
| 18-19 febbraio 2009   | Ottavi di finale, ritorno       |
| 3-4 marzo 2009        | Quarti di finale, andata        |
| 11-12 marzo 2009      | Quarti di finale, ritorno       |
| 4 aprile 2009 a Praga | Final Four, semifinali          |
| 5 aprile 2009 a Praga | Final Four, finali              |

## Fase a gironi

### Gironi
| Gruppo A - Īraklīs Salonicco - Fenerbahçe SK - AZS Częstochowa - CSKA Sofia Gruppo B - Dinamo Mosca - Jihostroj Ceské Budejovice - Maaseik - Vitória SC Gruppo C - Knack Randstad Roeselare - Stella Rossa Belgrado - Lube Banca Marche Macerata - Palma de Mallorca | Gruppo D - Volley Parigi - Zenit Kazan - Dynamo Apeldoorn - Copra Nordmeccanica Piacenza Gruppo E - Trentino Volley - Beauvais Oise - Vienna hotVolleys - ACH Bled Gruppo F - PGE Skra Bełchatów - Panathīnaïkos - VfB Friedrichshafen - Iskra Odinsovo |

### Risultati
| Gruppo A |                      |     |                                   |
|          |                      |     |                                   |
| 5-11     | Iraklis-Sofia        | 3-0 | 34-32, 25-22, 25-20               |
| 5-11     | Istanbul-Czestochowa | 3-0 | 25-22, 25-19, 25-21               |
| 11-11    | Sofia-Istanbul       | 1-3 | 23-25, 23-25, 25-23, 21-25        |
| 12-11    | Czestochowa-Iraklis  | 2-3 | 21-25, 20-25, 25-23, 25-23, 11-15 |
| 9-12     | Sofia-Czestochowa    | 1-3 | 23-25, 16-25, 25-20, 20-25        |
| 10-12    | Iraklis-Istanbul     | 3-1 | 25-21, 25-21, 24-26, 27-25        |
| 17-12    | Czestochowa-Sofia    | 3-0 | 25-13, 25-20, 25-16               |
| 17-12    | Istanbul-Iraklis     | 0-3 | 17-25, 7-25, 11-25                |
| 14-1     | Istanbul-Sofia       | 3-2 | 27-25, 25-17, 21-25, 19-25, 19-17 |
| 14-1     | Iraklis-Czestochowa  | 3-1 | 25-22, 18-25, 25-17, 25-23        |
| 21-1     | Czestochowa-Istanbul | 3-0 | 25-21, 25-23, 25-19               |
| 21-1     | Sofia-Iraklis        | 0-3 | 24-26, 18-25, 27-29               |

| Gruppo B |                          |     |                                   |
|          |                          |     |                                   |
| 4-11     | Mosca-Vitória            | 3-1 | 25-19, 25-19, 29-31, 25-21        |
| 5-11     | Ceské Budejovice-Maaseik | 1-3 | 14-25, 23-25, 27-25, 24-26        |
| 12-11    | Maaseik-Mosca            | 2-3 | 20-25, 21-25, 25-19, 25-20, 11-15 |
| 12-11    | Vitória-Ceské Budejovice | 3-2 | 23-25, 25-19, 25-23, 20-25, 15-11 |
| 10-12    | Mosca-Ceské Budejovice   | 3-0 | 25-13, 25-17, 25-21               |
| 11-12    | Vitória-Maaseik          | 3-0 | 25-23, 28-26, 25-19               |
| 17-12    | Maaseik-Vitória          | 3-0 | 25-18, 25-10, 25-23               |
| 17-12    | Ceské Budejovice-Mosca   | 1-3 | 25-22, 19-25, 22-25, 18-25        |
| 13-1     | Mosca-Maaseik            | 3-0 | 25-21, 25-19, 25-17               |
| 14-1     | Ceské Budejovice-Vitória | 0-3 | 18-25, 16-25, 27-29               |
| 21-1     | Maaseik-Ceské Budejovice | 3-0 | 25-22, 25-15, 25-17               |
| 21-1     | Vitória-Mosca            | 1-3 | 22-25, 19-25, 25-20, 20-25        |

| Gruppo C |                    |     |                            |
|          |                    |     |                            |
| 5-11     | Roeselare-Maiorca  | 3-0 | 25-20, 28-26, 29-27        |
| 5-11     | Belgrado-Macerata  | 1-3 | 21-25, 25-21, 21-25, 24-26 |
| 12-11    | Macerata-Roeselare | 3-1 | 25-15, 25-17, 20-25, 25-20 |
| 13-11    | Maiorca-Belgrado   | 3-1 | 25-20, 20-25, 25-18, 25-19 |
| 10-12    | Roeselare-Belgrado | 3-0 | 25-18, 25-16, 25-19        |
| 11-12    | Maiorca-Macerata   | 0-3 | 16-25, 16-25, 16-25        |
| 16-12    | Macerata-Maiorca   | 3-0 | 27-25, 28-26, 25-10        |
| 17-12    | Belgrado-Roeselare | 0-3 | 20-25, 20-25, 22-25        |
| 13-1     | Belgrado-Maiorca   | 0-3 | 20-25, 22-25, 17-25        |
| 14-1     | Roeselare-Macerata | 3-1 | 25-21, 25-21, 19-25, 30-28 |
| 21-1     | Macerata-Belgrado  | 3-1 | 18-25, 25-18, 25-17, 25-22 |
| 21-1     | Maiorca-Roeselare  | 3-0 | 25-21, 25-19, 25-19        |

| Gruppo D |                    |     |                                   |
|          |                    |     |                                   |
| 4-11     | Parigi-Piacenza    | 1-3 | 19-25, 19-25, 28-26, 20-25        |
| 6-11     | Apeldoorn-Kazan    | 0-3 | 18-25, 18-25, 21-25               |
| 11-11    | Piacenza-Apeldoorn | 3-1 | 18-25, 25-17, 25-17, 25-16        |
| 12-11    | Kazan-Parigi       | 3-0 | 25-23, 25-23, 25-21               |
| 10-12    | Piacenza-Kazan     | 3-1 | 22-25, 25-23, 25-22, 25-22        |
| 11-12    | Parigi-Apeldoorn   | 3-0 | 25-20, 26-24, 25-13               |
| 18-12    | Kazan-Piacenza     | 3-2 | 16-25, 26-24, 25-23, 19-25, 15-13 |
| 18-12    | Apeldoorn-Parigi   | 3-2 | 25-18, 25-16, 22-25, 23-25, 23-21 |
| 13-1     | Parigi-Kazan       | 3-1 | 26-24, 25-20, 18-25, 25-18        |
| 15-1     | Apeldoorn-Piacenza | 2-3 | 25-23, 25-23, 22-25, 14-25, 13-15 |
| 21-1     | Kazan-Apeldoorn    | 3-1 | 25-13, 25-19, 24-26, 25-20        |
| 21-1     | Piacenza-Parigi    | 3-1 | 26-28, 25-19, 25-19, 31-29        |

| Gruppo E |                 |     |                                   |
|          |                 |     |                                   |
| 4-11     | Trento-Bled     | 3-0 | 25-17, 25-18, 25-20               |
| 4-11     | Vienna-Beauvais | 2-3 | 25-23, 24-26, 22-25, 25-23, 13-15 |
| 11-11    | Beauvais-Trento | 0-3 | 19-25, 16-25, 17-25               |
| 12-11    | Bled-Vienna     | 3-1 | 25-18, 25-22, 18-25, 25-12        |
| 10-12    | Trento-Vienna   | 3-0 | 25-18, 25-17, 25-17               |
| 10-12    | Bled-Beauvais   | 3-1 | 21-25, 25-16, 25-18, 25-15        |
| 16-12    | Beauvais-Bled   | 1-3 | 25-20, 23-25, 27-29, 23-25        |
| 17-12    | Vienna-Trento   | 2-3 | 29-31, 23-25, 25-18, 25-23, 9-15  |
| 14-1     | Vienna-Bled     | 3-0 | 25-22, 25-23, 25-16               |
| 14-1     | Trento-Beauvais | 3-0 | 25-20, 25-17, 25-19               |
| 21-1     | Beauvais-Vienna | 3-1 | 28-26, 23-25, 26-24, 26-24        |
| 21-1     | Bled-Trento     | 1-3 | 17-25, 25-23, 20-25, 23-25        |

| Gruppo F |                               |     |                                   |
|          |                               |     |                                   |
| 4-11     | Odintsovo-Panathinaikos       | 3-0 | 27-25, 26-24, 25-20               |
| 5-11     | Belchatow-Friedrichshafen     | 0-3 | 22-25, 22-25, 18-25               |
| 13-11    | Panathinaikos-Belchatow       | 0-3 | 16-25, 27-29, 21-25               |
| 13-11    | Friedrichshafen-Odintsovo     | 1-3 | 23-25, 16-25, 25-19, 21-25        |
| 10-12    | Belchatow-Odintsovo           | 3-0 | 25-22, 25-22, 25-17               |
| 11-12    | Friedrichshafen-Panathinaikos | 2-3 | 26-28, 28-30, 25-21, 25-19, 10-15 |
| 17-12    | Panathinaikos-Friedrichshafen | 3-1 | 25-17, 15-25, 28-26, 25-18        |
| 18-12    | Odintsovo-Belchatow           | 3-0 | 25-14, 25-22, 25-20               |
| 13-1     | Odintsovo-Friedrichshafen     | 1-3 | 25-23, 19-25, 15-25, 22-25        |
| 14-1     | Belchatow-Panathinaikos       | 3-1 | 25-21, 25-23, 17-25, 25-17        |
| 21-1     | Panathinaikos-Odintsovo       | 2-3 | 25-17, 28-30, 25-17, 20-25, 13-15 |
| 21-1     | Friedrichshafen-Belchatow     | 3-0 | 25-22, 25-20, 25-18               |

### Classifica gironi
| Gruppo A | Gruppo A          | Gruppo A | Partite | Partite | Set | Set | Set   | Punti Set | Punti Set | Punti Set |
| #        | Squadra           | Pt       | V       | P       | V   | P   | Qz    | V         | P         | Qz        |
| -------- | ----------------- | -------- | ------- | ------- | --- | --- | ----- | --------- | --------- | --------- |
| 1        | Īraklīs Salonicco | 12       | 6       | 0       | 18  | 4   | 4.500 | 544       | 461       | 1.180     |
| 2        | Czestochowa       | 9        | 3       | 3       | 12  | 10  | 1.200 | 496       | 475       | 1.044     |
| 3        | Fenerbahçe        | 9        | 3       | 3       | 10  | 12  | 0.833 | 476       | 513       | 0.928     |
| 4        | CSKA Sofia        | 6        | 0       | 6       | 4   | 18  | 0.222 | 476       | 543       | 0.877     |

| Gruppo B | Gruppo B      | Gruppo B | Partite | Partite | Set | Set | Set   | Punti Set | Punti Set | Punti Set |
| #        | Squadra       | Pt       | V       | P       | V   | P   | Qz    | V         | P         | Qz        |
| -------- | ------------- | -------- | ------- | ------- | --- | --- | ----- | --------- | --------- | --------- |
| 1        | Mosca         | 12       | 6       | 0       | 18  | 5   | 3.600 | 550       | 470       | 1.170     |
| 2        | Maaseik       | 9        | 3       | 3       | 11  | 10  | 1.100 | 478       | 450       | 1.062     |
| 3        | Vitória       | 9        | 3       | 3       | 11  | 11  | 1.000 | 492       | 506       | 0.972     |
| 4        | C. Budejovice | 6        | 0       | 6       | 4   | 18  | 0.222 | 441       | 535       | 0.824     |

| Gruppo C | Gruppo C  | Gruppo C | Partite | Partite | Set | Set | Set   | Punti Set | Punti Set | Punti Set |
| #        | Squadra   | Pt       | V       | P       | V   | P   | Qz    | V         | P         | Qz        |
| -------- | --------- | -------- | ------- | ------- | --- | --- | ----- | --------- | --------- | --------- |
| 1        | Macerata  | 11       | 5       | 1       | 16  | 6   | 2.667 | 535       | 458       | 1.168     |
| 2        | Roeselare | 10       | 4       | 2       | 13  | 7   | 1.556 | 467       | 453       | 1.031     |
| 3        | Maiorca   | 9        | 3       | 3       | 9   | 10  | 0.977 | 427       | 437       | 0.977     |
| 4        | Belgrado  | 6        | 0       | 6       | 3   | 18  | 0.167 | 429       | 510       | 0.841     |

| Gruppo D | Gruppo D         | Gruppo D | Partite | Partite | Set | Set | Set   | Punti Set | Punti Set | Punti Set |
| #        | Squadra          | Pt       | V       | P       | V   | P   | Qz    | V         | P         | Qz        |
| -------- | ---------------- | -------- | ------- | ------- | --- | --- | ----- | --------- | --------- | --------- |
| 1        | Piacenza         | 11       | 5       | 1       | 17  | 9   | 1.889 | 619       | 548       | 1.130     |
| 2        | Kazan            | 10       | 4       | 2       | 14  | 9   | 1.556 | 529       | 503       | 1.052     |
| 3        | Parigi           | 8        | 2       | 4       | 10  | 13  | 0.769 | 523       | 545       | 0.960     |
| 4        | Dynamo Apeldoorn | 7        | 1       | 5       | 7   | 17  | 0.412 | 484       | 559       | 0.866     |

| Gruppo E | Gruppo E          | Gruppo E | Partite | Partite | Set | Set | Set   | Punti Set | Punti Set | Punti Set |
| #        | Squadra           | Pt       | V       | P       | V   | P   | Qz    | V         | P         | Qz        |
| -------- | ----------------- | -------- | ------- | ------- | --- | --- | ----- | --------- | --------- | --------- |
| 1        | Trentino          | 12       | 6       | 0       | 18  | 3   | 6.000 | 510       | 411       | 1.241     |
| 2        | Bled              | 9        | 3       | 3       | 10  | 12  | 0.833 | 489       | 497       | 0.984     |
| 3        | Beauvais          | 8        | 2       | 4       | 8   | 15  | 0.533 | 495       | 553       | 0.895     |
| 4        | Vienna hotVolleys | 7        | 1       | 5       | 9   | 15  | 0.600 | 523       | 556       | 0.941     |

| Gruppo F | Gruppo F        | Gruppo F | Partite | Partite | Set | Set | Set   | Punti Set | Punti Set | Punti Set |
| #        | Squadra         | Pt       | V       | P       | V   | P   | Qz    | V         | P         | Qz        |
| -------- | --------------- | -------- | ------- | ------- | --- | --- | ----- | --------- | --------- | --------- |
| 1        | Odinsovo        | 10       | 4       | 2       | 13  | 9   | 1.444 | 493       | 494       | 0.998     |
| 2        | Friedrichshafen | 9        | 3       | 3       | 13  | 10  | 1.300 | 533       | 503       | 1.060     |
| 3        | Bełchatów       | 9        | 3       | 3       | 9   | 10  | 0.900 | 424       | 436       | 0.972     |
| 4        | Panathīnaïkos   | 8        | 2       | 4       | 9   | 15  | 0.600 | 536       | 553       | 0.969     |

## Ottavi di finale
I sorteggi per gli accoppiamenti degli ottavi di finale si sono svolti il 22 gennaio 2009 a Vaduz ( Liechtenstein), alla presenza del comitato esecutivo della CEV e della giovane principessa Maria Carolina, figlia del principe ereditario Luigi di Liechtenstein.
| Andata |                           |     |                                   |
|        |                           |     |                                   |
| 11-2   | Macerata-Istanbul         | 3-0 | 25-22, 25-23, 25-21               |
| 12-2   | Bled-Kazan                | 2-3 | 28-30, 33-31, 25-19, 13-25, 10-15 |
| 12-2   | Piacenza-Czestochowa      | 2-3 | 23-25, 23-25, 25-23, 25-17, 14-16 |
| 10-2   | Maiorca-Trentino          | 0-3 | 17-25, 20-25, 18-25               |
| 11-2   | Mosca-Bełchatów           | 3-2 | 25-21, 22-25, 25-23, 28-30, 15-13 |
| 10-2   | Maaseik-Odintsovo         | 1-3 | 24-26, 25-19, 16-25, 23-25        |
| 11-2   | Roeselare-Friedrichshafen | 1-3 | 27-25, 20-25, 15-25, 21-25        |
| 12-2   | Vitória-Salonicco         | 0-3 | 23-25, 23-25, 19-25               |

| Ritorno |                           |     |                                   |
|         |                           |     |                                   |
| 18-2    | Istanbul-Macerata         | 3-2 | 19-25, 27-29, 25-16, 25-23, 15-13 |
| 18-2    | Kazan-Bled                | 3-0 | 25-18, 25-20, 25-19               |
| 18-2    | Czestochowa-Piacenza      | 3-0 | 25-22, 25-20, 25-23               |
| 18-2    | Trentino-Maiorca          | 3-0 | 25-13, 25-14, 25-19               |
| 18-2    | Bełchatów-Mosca           | 3-1 | 18-25, 25-21, 25-21, 25-19        |
| 18-2    | Odintsovo-Maaseik         | 3-0 | 25-16, 25-21, 25-21               |
| 18-2    | Friedrichshafen-Roeselare | 2-3 | 25-16, 22-25, 25-22, 22-25, 11-15 |
| 19-2    | Salonicco-Vitória         | 3-2 | 25-13, 21-25, 23-25, 25-19, 15-9  |

## Quarti di finale
Gli accoppiamenti dei quarti di finale si sono svolti contemporaneamente a quelli degli ottavi di finale. Non sono riusciti ad accedere a questa fase i vicecampioni in carica di Piacenza, eliminati nel doppio confronto dai polacchi del Czestochowa.
| Andata |                         |     |                                   |
|        |                         |     |                                   |
| 4-3    | Macerata-Kazan          | 3-0 | 26-24, 25-18, 25-20               |
| 4-3    | Czestochowa-Trentino    | 1-3 | 25-22, 21-25, 17-25, 18-25        |
| 3-3    | Bełchatów-Odintsovo     | 3-2 | 25-27, 25-15, 25-23, 23-25, 17-15 |
| 4-3    | Friedrichshafen-Iraklis | 0-3 | 21-25, 25-27, 18-25               |

| Ritorno |                         |     |                                   |
|         |                         |     |                                   |
| 11-3    | Kazan-Macerata          | 3-2 | 20-25, 25-23, 23-25, 25-20, 15-11 |
| 11-3    | Trentino-Czestochowa    | 3-0 | 25-19, 25-14, 25-12               |
| 12-3    | Odintsovo-Bełchatów     | 3-0 | 25-20, 25-18, 25-16               |
| 11-3    | Iraklis-Friedrichshafen | 3-0 | 25-18, 25-20, 28-26               |

## Final Four
La Final Four si è disputata a Praga ( Rep. Ceca), e gli incontri si sono svolti nella O2 Arena.

Le semifinali si sono giocate sabato 4 aprile, mentre la finale 3º/4º posto e la finalissima si giocheranno domenica 5 aprile.
|  | Semifinali        | Semifinali        | Semifinali |          |                   | Finale             | Finale             | Finale             |  |
|  |                   |                   |            |          |                   |                    |                    |                    |  |
|  | Iskra Odincovo    | Iskra Odincovo    | 1          |          |                   |                    |                    |                    |  |
|  | Iskra Odincovo    | Iskra Odincovo    | 1          |          |                   |                    |                    |                    |  |
|  | Īraklīs Salonicco | Īraklīs Salonicco | 3          |          |                   |                    |                    |                    |  |
|  | Īraklīs Salonicco | Īraklīs Salonicco | 3          |          | Īraklīs Salonicco | Īraklīs Salonicco  | 1                  |                    |  |
|  |                   |                   |            |          | Īraklīs Salonicco | Īraklīs Salonicco  | 1                  |                    |  |
|  |                   |                   | Trentino   | Trentino | 3                 |                    |                    |                    |  |
|  | Trentino          | Trentino          | Trentino   | Trentino | 3                 | 3                  |                    |                    |  |
|  | Trentino          | Trentino          |            |          |                   | 3                  |                    |                    |  |
|  | Macerata          | Macerata          | 0          |          |                   | Finale 3º/4º posto | Finale 3º/4º posto | Finale 3º/4º posto |  |
|  | Macerata          | Macerata          | 0          |          |                   |                    |                    |                    |  |
|  |                   |                   |            |          |                   |                    |                    |                    |  |
|  |                   |                   |            |          |                   | Iskra Odincovo     | Iskra Odincovo     | 3                  |  |
|  |                   |                   |            |          |                   | Iskra Odincovo     | Iskra Odincovo     | 3                  |  |
|  |                   |                   |            |          |                   | Macerata           | Macerata           | 2                  |  |

| Semifinali |                               |     |                            |
|            |                               |     |                            |
| 4-4        | Odintsovo - Iraklis Salonicco | 1-3 | 25-19, 22-25, 23-25, 23-25 |
| 4-4        | Trentino - Macerata           | 3-0 | 25-21, 25-19, 25-23        |

| Finale 3º/4º posto |                      |     |                                   |
|                    |                      |     |                                   |
| 5-4                | Odintsovo - Macerata | 3-2 | 25-23, 25-23, 28-30, 21-25, 17-15 |

| Finale |                      |     |                            |
|        |                      |     |                            |
| 5-4    | Salonicco - Trentino | 1-3 | 12-25, 25-21, 24-26, 22-25 |

### Premi individuali
| Premio                        | Nazionalità | Giocatore           | Squadra           |
| ----------------------------- | ----------- | ------------------- | ----------------- |
| MVP                           | Bulgaria    | Matej Kazijski      | Trentino          |
| Miglior realizzatore          | Germania    | Jochen Schöps       | Iskra Odincovo    |
| Miglior schiacciatore         | Rep. Ceca   | Martin Lébl         | Lube              |
| Miglior ricevitore            | Bulgaria    | Plamen Konstantinov | Īraklīs Salonicco |
| Miglior giocatore al servizio | Italia      | Emanuele Birarelli  | Trentino          |
| Miglior giocatore a muro      | Polonia     | Michał Winiarski    | Trentino          |
| Miglior palleggiatore         | Russia      | Aleksandr But'ko    | Iskra Odincovo    |
| Miglior libero                | Russia      | Aleksej Verbov      | Iskra Odincovo    |